# Gymnasiet Grankulla samskola
Gymnasiet Grankulla samskola är ett svenskspråkigt kommunalt gymnasium i Grankulla i Storhelsingfors med cirka 300 elever och 30 lärare. Det är det enda svenskspråkiga gymnasiet i Grankulla. Gymnasiet föddes 1977 när Grankulla övergick till grundskolsystemet och Grankulla samskola uppdelades i två skolor, Gymnasiet Grankulla samskola och Hagelstamska högstadiet. Samskolan grundades 1907.